# Clathria longitoxa
A Clathria longitoxa egy szivacsfaj a szaruszivacsok (Demospongiae) osztályán belül.

## Jellemző tulajdonságai
Ezen szivacsok testét szilícium-dioxidból álló szivacstűk, valamint a sponginnak nevezett fehérje alkotja, amely sok vizet képes felszívni.

## Taxonómiai besorolása
Ez a szivacsfaj a Clathria nembe és a Microcionidae családba tartozik. A faj tudományos nevét először Ernst Hentschel tette közzé 1912-ben.

## Előfordulási helyei
Ez a szivacsfaj a Nyugat-Indiai-óceánon belül az Ádeni-öbölben található meg. Más egyéb helyeken Kelet-Indonéziában és Madraszban fordul elő.

## Fordítás
Ez a szócikk részben vagy egészben  a   Clathria (Thalysias) longitoxa című holland Wikipédia-szócikk ezen változatának fordításán alapul.  Az eredeti cikk szerkesztőit annak laptörténete sorolja fel. Ez a jelzés csupán a megfogalmazás eredetét és a szerzői jogokat jelzi, nem szolgál a cikkben szereplő információk forrásmegjelöléseként.